# О праве наций на самоопределение
«О праве наций на самоопределение» — статья В. И. Ленина. Написана в 1914 году. Опубликована в журнале «Просвещение» в 1914 году, № 4, 5, 6. Наряду со статьями «О национальной гордости великороссов» и «Критические заметки по национальному вопросу» данная статья излагает национальную программу партии большевиков. Выражая свою позицию, Ленин опирается на Карла Каутского и Лондонский конгресс II интернационала (1896).

## Содержание
Ленин доказывает, что нации появляются в эпоху кризиса феодализма, когда возникает необходимость «государственного сплочения территорий с населением, говорящим на одном языке». Формой выражения нации является национальное государство. Поэтому право наций на самоопределение и есть отделение от «чуженациональных коллективов» и «образование национального государства». Ленин вводит различие между «угнетающей» и «угнетенной нацией», которая еще не построила национальное государство, но потенциально способна на это. 
Полемизируя с Розой Люксембург, которая приравнивала право наций на самоопределение к поощрению буржуазного национализма, Ленин обращает внимание что в борьбе за национальное самоопределение происходит демократизация общества, за счет которой пролетариат укрепляет свои позиции. Кроме того, по мнению Ленина Россия не является национальным государством, так как великорусы и инородцы составляют равные части населения. Причем к инородцам Ленин относит поляков, румын, украинцев, финнов и шведов. В частности, Ленин поддерживал право украинцев и поляков на создание отдельных от России национальных государств. Отрицание этого права ставит, по мнению Ленина, под угрозу национальный мир. Идеальным выражением права наций на определение для Ленина являлось отделение Норвегии в 1905 году. 
Тем не менее, Ленин сохранял возможность «пестрого» (многонационального) государства в эпоху капитализма, когда три нации («немцы, венгры, славяне») боролись за сохранение целостности Австрии «в интересах национальной независимости».

## Отзывы
Ю. И. Семёнов отмечает, что временной промежуток с 1912 по 1914 годы 
в силу исторических обстоятельств оказались периодом наиболее интенсивных занятий В. И. Ленина проблемами национальных движений, в эти годы были написаны и опубликованы В. И. Лениным два таких основополагающих труда по национальному вопросу, как знаменитые «Критические заметки по национальному вопросу» и «О праве наций на самоопределение»